# Библия Тиндейла

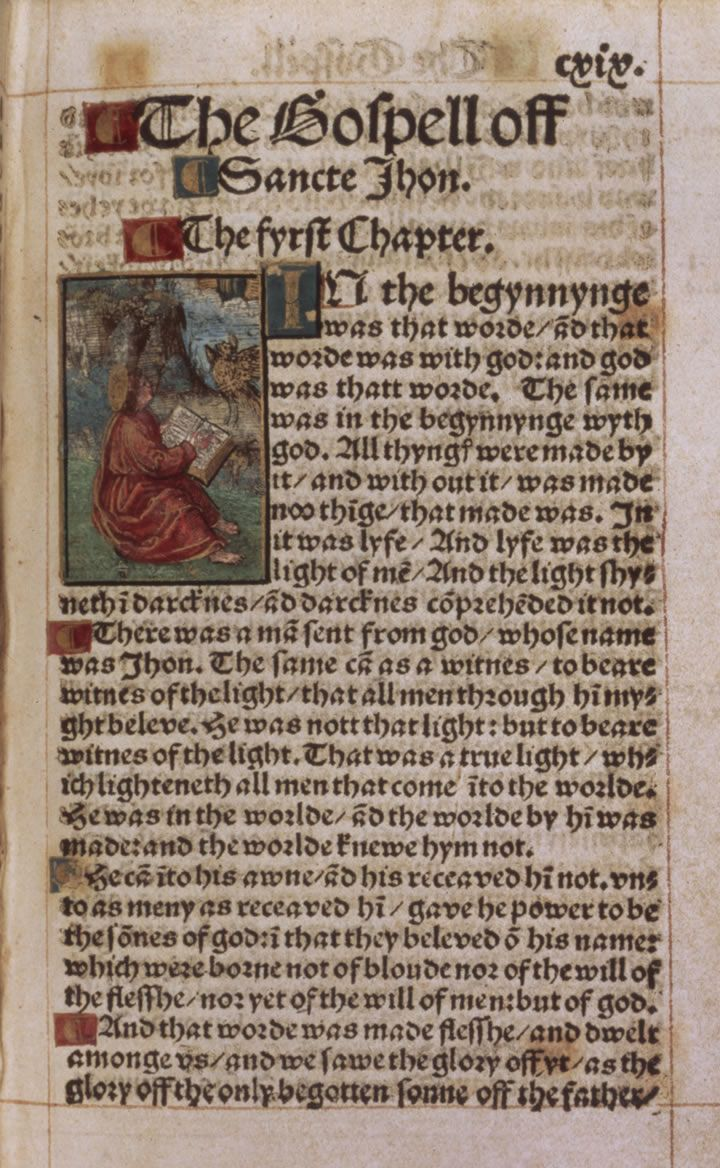
Начало Евангелия от Иоанна в переводе Нового Завета авторства Уильяма Тиндейла.

Библия Тиндейла — перевод Библии на английский язык, выполненный Уильямом Тиндейлом. Считается первым английским переводом еврейских и греческих текстов. Перевод назван именем Тиндейла, хотя он не успел издать эту Библию целиком. К моменту своей мученической смерти (сожжение) Уильям Тиндейл закончил перевод всего Нового Завета и примерно половины Ветхого.

## История
В 1522 году Тиндэйл нелегально приобрёл копию немецкого перевода Нового Завета Мартина Лютера, с чего и начался его перевод. Увлёкшись работой Лютера, Уильям немедленно решил перевести её на английский. Он сообщил о своем намерении лондонскому епископу Катберту Танстелу, однако тот не поддержал это начинание. После отказа Танстела Тиндейл переехал на континент и осел в Гамбурге, где в 1524 году закончил перевод Нового Завета. Первое его издание увидело свет в 1526 году. В 1534 и 1536 годах вышли отредактированные переводчиком издания, а после его смерти они редактировались и переиздавались ещё несколько раз.

## Реакция католической церкви
Переводы Уильяма Тиндейла были осуждены как церковью, так и монархической властью Англии, где сопротивление реформаторскому движению длилось дольше. Переводчик был вынужден покинуть страну и поселиться на земле сторонников Реформации. Перевод 1526 года был запрещён в Англии, любая его копия должна была быть сожжена.

## Значение
Значение выполненного Тиндейлом перевода велико. Его Библия положена в основу множества других более поздних переводов. На его основе создана Библия Мэттью, которая стала первым официально одобренным переводом Библии на английский язык. Библия Тиндейла также сыграла ключевую роль в распространении идей Реформации в Англии.